# 설예지
설예지(1996년 8월 26일~)는 대한민국의 컬링 선수로 포지션은 피프스이다. 현재 경기도청 컬링단 소속으로 활동하고 있다.

## 개인사
쌍둥이 동생인 설예은 또한 컬링 선수이다.